# 箭内夢菜
箭内 夢菜（やない ゆめな、2000年〈平成12年〉6月21日 - ）は、日本の女優、ファッションモデル、タレント、YouTuber。ファッション雑誌『Seventeen』の元専属モデル。愛称は、夢っぺ（）。
福島県郡山市出身。アービング所属。「ミスセブンティーン2017」グランプリ。

## 略歴
2016年、『Seventeen』（集英社）の専属モデルオーディションの「ミスセブンティーン2016」で応募総数6,103人の中から最終候補の20人に残る。同年、原宿に遊びにきているところ、事務所からスカウトされる。同年10月、芸能事務所・アービングに所属した後、『福島美少女図鑑』の表紙モデルとCMに抜擢された。
2017年、「ミスセブンティーン2017」で、応募総数5,981人の中からグランプリに選ばれる。
2018年、7月期金曜ドラマ『チア☆ダン』（TBS）で、メインキャストの一人・橘穂香役としてテレビドラマ初出演（女優デビュー）。同年11月期ドラマ『小河ドラマ 龍馬がくる』（関西テレビ・フジテレビ）で箭内夢菜（本人）役で出演。
2019年、若手有望株の俳優・女優たちが生徒役として集められ、豪華な顔ぶれが話題となった1月期日曜ドラマ『3年A組-今から皆さんは、人質です-』（日本テレビ）に生徒・結城美咲役で出演。同年4月期土曜ドラマ『俺のスカート、どこ行った?』（日本テレビ）にも堀江もも役で、立て続けに学園ドラマに出演。同年2月1日に公開された映画『雪の華』で映画初出演。同年12月8日、10月期日曜ドラマ『ニッポンノワール-刑事Yの反乱-』（日本テレビ）の第9話で『3年A組』で演じた結城美咲役としてゲスト出演。
2020年、YouTubeチャンネルで配信を開始。1月期木ドラ25『ゆるキャン△』（テレビ東京）で野クルのメンバーで姉御肌の犬山あおい役を演じ、作品自体とメインキャストを務める役者たちの原作の再現度の高さが評価され、2021年3月にスペシャルドラマ、4月期木ドラ24でシーズン2が制作されるほどの人気作となった。また、同年は7月期金曜ナイトドラマ『真夏の少年〜19452020』（テレビ朝日）や10月31日、第7回「ドラマ甲子園」大賞受賞作品『言の葉』（フジテレビTWO）にも出演。
2021年、『世界の果てまでイッテQ!』（日本テレビ）の「出川ガール」に就任。同年3月に2017年から約3年半務めてきたファッション誌『seventeen』の専属モデルを卒業。同年4月に映画祭上映された『宇宙にたった2人』で映画初主演を務め、ユメ役を演じた。同年7月期オシドラサタデー『ザ・ハイスクール ヒーローズ』（テレビ朝日）で森村花役で出演し、連続ドラマで初めてヒロイン役を務めた。
2022年、昨年6月4日に公開され出演した映画『胸が鳴るのは君のせい』が韓国にて、2月に公開することが決定。同年4月期ドラマイムズ『明日、私は誰かのカノジョ』（MBS・TBS）で地味で普通の大学生・真矢萌がホストクラブにハマっていく姿を生々しく演じて、原作のイメージを上手く再現し、注目を集めた。同年7月期のZIP!朝ドラマ『泳げ!ニシキゴイ』（日本テレビ）で主人公の姉・渡辺玲子役、同年10月期ドラマ+『青春シンデレラ』（ABCテレビ・朝日放送テレビ）で物語の鍵を握る女子高校生・伊藤香役など立て続けにテレビドラマに出演。
2023年、4月期日曜ドラマ『だが、情熱はある』（日本テレビ）に主人公の姉・若林麻衣役で、同局の『俺のスカート、どこ行った?』（2019年4月期）以来4年ぶりにゴールデンタイムの連続ドラマに出演した。同年10月期火曜ドラマ『マイ・セカンド・アオハル』（TBS）に主人公の同級生・浅田澄香役で、ギャル役初挑戦。
2024年、4月期金曜ドラマ『9ボーダー』（TBS）では主人公の後輩・西尾双葉役を演じ、女優デビュー作である『チア☆ダン』以来6年ぶりに金曜ドラマ枠に出演。
2025年、テレビドラマ『低体温男子になつかれました。』（TOKYO MX）でヒロイン役として緒方琴里役を演じた。同年6月4日、初の楽曲リリースとなるシングル『つないで』を配信リリースして歌手デビュー。ミュージック・ビデオは、中外製薬とのタイアップ作品のストップモーション・アニメ版とともに、同月21日の誕生日に合わせて公開された実写版では地元・郡山市のゆかりの場所を本人が巡りながら撮影が行われた。

## 人物
- 4人兄弟の長女で、弟2人と妹1人がいる[2]。
- 好きなキャラクターは、グッズは200個以上持っており実家の部屋にあるものはほぼすべてそれで揃えていたほどというハローキティのキティちゃん[38][39]。
- 芸能界デビュー後も21歳までは福島県の実家に住んで東京へ通っていた[39]。
- サイズは身長164cm、B94-W75-H99、靴のサイズ24.5cm（公式プロフィールより）[40]
- 特技は器械体操・くしゃみのモノマネ・どんなに回転しても目が回らないこと。

## 作品

### デジタル写真集
- この想い、キミに届け！（2020年8月31日、集英社、撮影：細野晋司）
- Real Dream（2021年4月5日、小学館、撮影：中村和孝）
- エクスペリアで恋をする（2021年6月24日、集英社、撮影：細野晋司）

### 楽曲
配信シングル
- つないで（2025年6月4日、Victor Entertainment）[41][36][37]

## 出演
主演のものは太字で表示

### テレビドラマ
- チア☆ダン（2018年7月13日 - 9月14日、TBS） - 橘穂香 役[11][42][43]
- 小河ドラマ 龍馬がくる（2018年11月28日 - 12月19日、関西テレビ・フジテレビ）- 箭内夢菜 役[12]
- 3年A組-今から皆さんは、人質です-（2019年1月6日 - 3月10日、日本テレビ） - 結城美咲 役[13]
- 俺のスカート、どこ行った?（2019年4月20日 - 6月22日、日本テレビ） - 堀江もも 役[14][44]
- ブラック校則（2019年10月14日 - 11月25日、日本テレビ） - 上坂樹羅凛 役[45]
- ニッポンノワール-刑事Yの反乱- 第9話（2019年12月8日、日本テレビ） - 結城美咲 役[16][注 3]
- ゆるキャン△（テレビ東京） - 犬山あおい 役[17][18][19]
  - ゆるキャン△（2020年1月10日 - 3月27日）
  - ゆるキャン△スペシャル（2021年3月29日）[20]
  - ゆるキャン△2（2021年4月1日 - 6月17日）[20][21]
- 真夏の少年〜19452020（2020年7月31日 - 9月18日、テレビ朝日） - 小泉明菜 役[46][47]
- 言の葉（2020年10月31日、フジテレビTWO、第7回「ドラマ甲子園」大賞受賞作品） - 佐藤歩美 役[48]
- ザ・ハイスクール ヒーローズ（2021年7月31日 - 9月18日、テレビ朝日） - ヒロイン・森村花 役[27][49]
- ソロモンの偽証 第1話・最終話（2021年10月3日・11月21日、WOWOW） - 土橋雪子 役
- ほんとにあった怖い話 2021特別編『或る学校の七不思議』（2021年10月23日、フジテレビ） - 中村優奈 役[50]
- 明日、私は誰かのカノジョ（2022年4月13日 - 6月29日、毎日放送・TBS） - 真矢萌 役[29]
- ソロ活女子のススメ2 第2話（2022年4月14日、テレビ東京） - サバゲー女子 役[51]
- ZIP! 朝ドラマ「泳げ!ニシキゴイ」（2022年7月19日 - 9月16日、日本テレビ） - 渡辺玲子 役[52]
- 青春シンデレラ（2022年10月17日 - 12月25日、朝日放送テレビ） - 伊藤香 役[31]
- だが、情熱はある（2023年4月9日 - 6月25日、日本テレビ） - 若林正恭の姉・若林麻衣 役[32]
- マイ・セカンド・アオハル（2023年10月17日 - 12月19日、TBS） - 浅田澄香 役[33]
- 9ボーダー（2024年4月19日 - 5月10日・6月14日・21日、TBS） - 西尾双葉 役[34]
- 低体温男子になつかれました。（2025年5月8日 - 6月26日、TOKYO MX・テレビユー福島 ほか） - ヒロイン・緒方琴里 役[35]

### 配信ドラマ
- 3年A組-今から皆さんだけの、卒業式です-（2019年3月10日・17日、Hulu） - 結城美咲 役[53]

### 映画
- 雪の華（2019年2月1日公開、ワーナー・ブラザース映画） - 綿引初美 役[15]
- HiGH&LOW THE WORST（2019年10月4日公開、松竹） - 上田唯 役
- ブラック校則（2019年11月1日公開、松竹） - 上坂樹羅凛 役[45]
- 殺さない彼と死なない彼女（2019年11月15日公開、KADOKAWA・ポニーキャニオン） - 大和撫子 役[54]
- 宇宙にたった2人（2021年4月17日上映、第13回沖縄国際映画祭） - 主演・ユメ 役[25][26]
  - 絆のものがたり 〜心と心を結ぶもの〜「宇宙にたった2人」（2023年10月20日公開、吉本興業）[注 4]
- 胸が鳴るのは君のせい（2021年6月4日公開、東映・韓国 2022年2月9日公開[28]） - 星川弥生 役[55]
- バイオレンスアクション（2022年8月19日公開、ソニー・ピクチャーズ エンタテインメント）- りっか 役[56]
- なのに、千輝くんが甘すぎる。（2023年3月3日公開、松竹） - ヒナ 役[57]
- 夜が明けたら、いちばんに君に会いにいく（2023年9月1日公開、アスミック・エース） - 沙耶香 役[58]
- ブルーピリオド（2024年8月9日公開、ワーナー・ブラザース映画） - 三木きねみ 役[59]
- 悪い夏（2025年3月20日公開、クロックワークス） - 梨華 役[60]

### バラエティ番組
- 世界の果てまでイッテQ!（2021年1月24日 - 、日本テレビ） - 出川ガール[22]
- ネプリーグ（2023年2月27日 フジテレビ）
- 上田と女が吠える夜（2023年6月7日、日本テレビ）
- 山形ラーメンはしご旅 1泊2日編（2024年4月19日、NHK山形）
- ヒューマングルメンタリー オモウマい店（2024年6月4日、日本テレビ）※中京テレビ制作
- 発見!タカトシランド（北海道文化放送）
  - 2025年4月4日 - 西28丁目エリアでお宝店を発見! SP
  - 2025年4月18日 - 桑園エリアでお宝店を発見! SP

### 配信バラエティ番組
- offの日、どっちっち？（2024年4月17日 - 、各種ポッドキャスト配信サービス[注 5]） - ナビゲーター[61]

### 朗読会
- わたしたちの“物語” 朗読会U-29（2022年2月11日、NHK福島）[62]

### CM・広告
- 東洋システム（2017年8月10日 - ）[63]
  - 「東洋システムってなんですか」篇
  - 「シモシモ」篇
  - 「波の狭間」篇
- ふくしま健民プロジェクト 箭内夢菜編（2017年12月27日 - ）
- 福島民友新聞社
  - 高校生編（2018年1月1日 - ）[64]
  - モデル編（2018年1月1日 - ）[65]
- イミュ デジャヴュ 塗るつけまつげ ボリューム篇（2018年3月16日 - ）
- 大塚食品 ビタミン炭酸MATCH「騎馬戦」篇（2018年4月17日 - ）
- 森永乳業 蜜と雪「新感覚」篇（2018年6月8日 - ）[66]
- 東進ハイスクール
  - 全国統一高校生テスト（2018年5月 - ）
  - 夏期特別招待講習（2018年6月 - ）
- ACジャパン 交通遺児育英会 56,000人の先輩たちからのエール（2018年）
- たちばなgroup[67] 振袖TVCM（2018年8月 - ）
  - 「感謝の気持ち」編[68]
  - 「20年を彩る」編[69]
  - メイキング[70]
- きものやまとイメージモデル 浴衣屋さん.com（2018年10月 - ）
- コロプラ『バクレツモンスター』
  - 「爆バクしようぜ！篇」（2018年10月20日 - ）[71]
  - 「バクモン高校生/進路」篇（2018年12月27日 - ）[72]
- リクルート ホットペッパービューティー学割 卒業式シュプレヒコール（2020年） - 久間田琳加らと共演[73]
- 象印「象印三姉妹」TV-CMシリーズ（2020年5月15日 - ）※安藤サクラ、奈緒、滝藤賢一と共演[74] - 三女役
- クレアラシル（2020年06月 - ）[75]
- 福島県 箭内夢菜のぎゃっぷップ ～ふくしま。GAPチャレンジ～（2020年8月毎週木曜、福島テレビ）
- 福島県いわき市「未完のいわき」シリーズ（2022年３月7日 - ）

PR
- 東京電力「発見！ふくしま」（2021年8月 - ） - アンバサダー[76][77]
  - 夢っぺ行ってこっせ SEASON 1 - [78]
- JR東日本東北本部「TOKYO MY STYLE BY SHINKANSEN 〜わたしなりの、東京の楽しみ方。〜」（2025年1月 - ）[79][80]

### MV
- フラチナリズム「帰っておいで」（2017年5月17日）
- Uru「プロローグ」（2018年12月5日）
- 天月-あまつき-「儚きゴースティング」（2019年9月25日）
- 松室政哉「ハジマリノ鐘」（2020年2月10日）

### イベント
- Seventeen 夏の学園祭2017（2017年8月24日、パシフィコ横浜）[7]
- 超十代 -ULTRA TEENS FES- 2018（2018年3月27日、幕張メッセ）
- HELLO KITTY 50th Anniversary Party（2024年10月30日、東京国立博物館 法隆寺宝物館）[81]
- 美少女図鑑AWARD 2025 supported by FELICE（2025年3月22日、神田明神ホール） - プレゼンター[82]

### その他
- 東京サプライ少女2017 大塚製薬ポカリガール（2017年2月）[83]
- 福島放送（KFB） 夏の全国高校野球福島大会イメージガール 「第5代KFB高校野球ガール」[84]
- ふくしま健民プロジェクト大使（2017年11月1日 - ）[注 6][85]
- ゆうちょ銀行 「新生活応援キャンペーン」イメージモデル（2017年12月）[86]
- 「福島県警2018年度カレンダー」イメージモデル
- HARUTA IMAGE GIRL 2018[2]
- 郡山市役所 郡山市シティプロモーションビデオ（2019年3月1日 - ）[87]
  - 第1話 「だけど帰れる場所がある」
  - 第2話 「帰れる場所がここでよかった」
- 井田ラボラトリーズ フィアンセ（2019年3月1日 - ）[88]
- いわき観光コンシェルジュ（2023年1月 - ）

## 書籍

### 雑誌
- Seventeen（2017年10月号 - 2021年4月号、集英社） - 専属モデル